# Phrissotrichum tubiferum
Espèce
Phrissotrichum tubiferum est une espèce de coléoptères de la famille des Brentidae.

## Répartition
Europe méditerranéenne, en France dans la moitié sud.

## Description
Cette espèce est très variable au niveau de la ponctuation, des stries de la tête et du rostre et de la couleur. Elle est toujours brillante et à soies bien dressées. La taille du rostre permet d'exclure les genres proches, et les soies dressées sont caractéristiques de l'espèce au sein du genre. Le rostre de la femelle est plus long et plus fin que celui du mâle, de plus les antennes sont insérées au milieu du rostre pour le mâle et en arrière du milieu pour la femelle.

## Biologie
Les œufs sont pondus en octobre et en novembre dans les boutons floraux. La larve ronge les graines de la plante hôte qui est principalement le Ciste cotonneux.

## Classification
Le nom valide complet (avec auteur) de ce taxon est Phrissotrichum tubiferum (Gyllenhal, 1833).
L'espèce a été initialement classée dans le genre Apion sous le protonyme Apion tubiferum Gyllenhal, 1833.
Phrissotrichum tubiferum a pour synonyme :
- Apion tubiferum Gyllenhal, 1833